# EuroSprinter

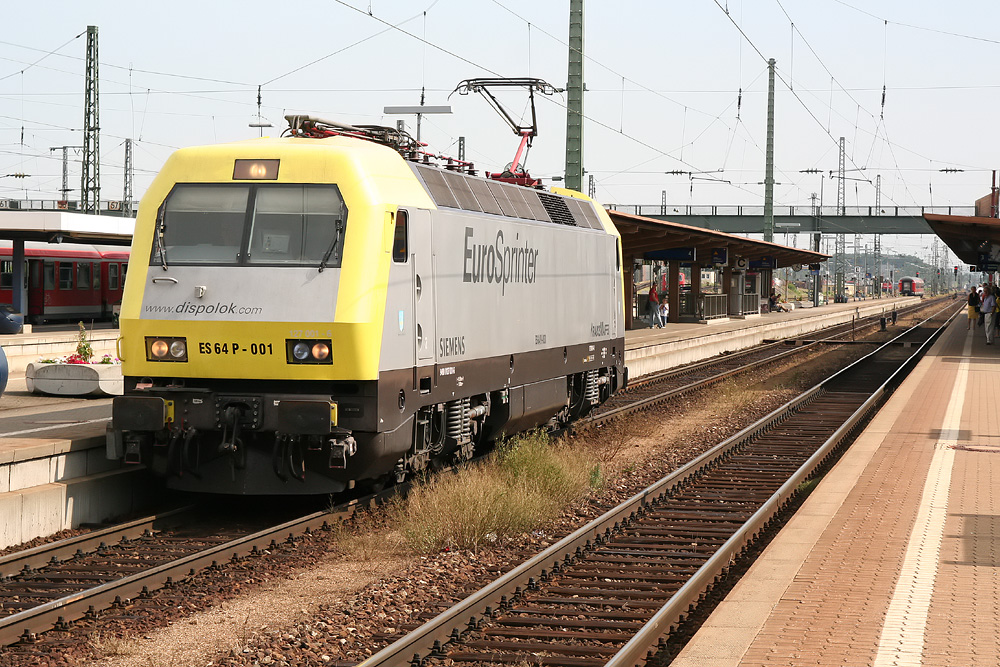
Het in 1992 gebouwd prototype ES 64 P

De EuroSprinter of ES 64P is de verzamelnaam van een familie van elektrische locomotieven gebouwd door het Duitse Siemens.
De EuroSprinter is een van de locomotieffamilies die door verschillende fabrikanten op de steeds groter wordende markt voor locomotieven worden gebracht. De Duitse locomotiefserie 152 is de 'standaard' voor dit type nadat in 1992 een prototype werd gebouwd dat dienstdeed onder het nummer 127 001-6. Onder de noemer EuroSprinter vallen onder andere de "Baureihe 189" van DB en DB Schenker Rail en de Oostenrijkse Taurus (ÖBB-series 1016, 1116 en 1216).

## Standaardtypen

### ES 64 F

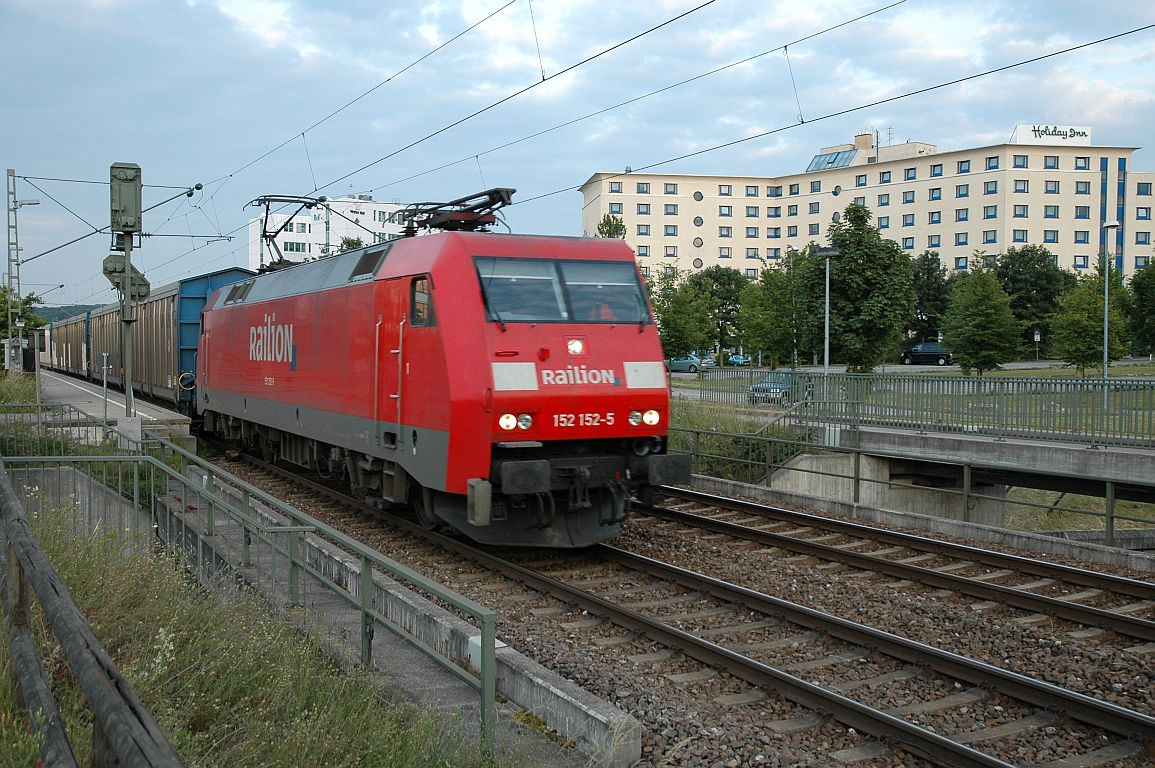
DB AG serie 152

De ES 64 F is een locomotief met een vermogen van 6.400 kW en een maximumsnelheid van 140 km/u. Hoewel geschikt voor reizigerstreinen, wordt dit type bijna alleen ingezet voor goederentreinen. Ze werden aangeschaft door DB Cargo als Baureihe 152 in 1996.
De DSB locomotieven van het type EG zijn van dit type afgeleid.

### ES 64 F4

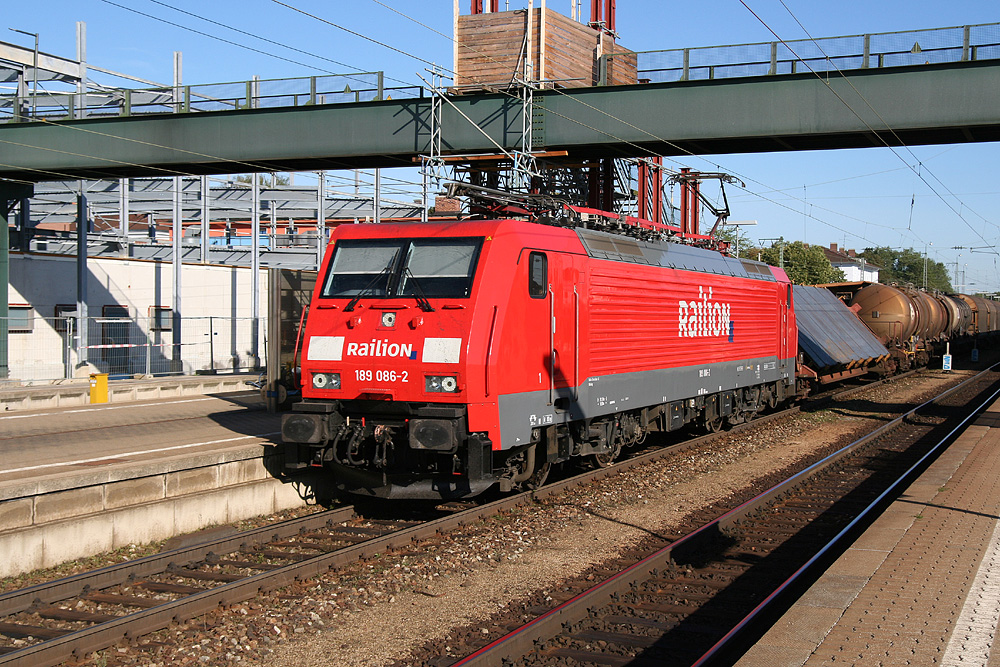
DB AG serie 189

De ES 64 F4 is een locomotief met een vermogen van 6.400 kW en een maximumsnelheid van 140 km/u. Dit type wordt voornamelijk ingezet voor goederentreinen, maar ook wel voor reizigerstreinen, bijvoorbeeld voor de nachttreinen van CityNightLine.
De ES 64 F4 is geschikt voor de vier in Europa meest voorkomende bovenleidingsspanningen: 15 kV en 25 kV wisselspanning en 3 kV en 1,5 kV gelijkspanning.
Ze zijn in gebruik bij de Deutsche Bahn AG als Baureihe 189 en bij de Zwitserse spoorwegen (SBB) als Re 474. Verder heeft het Zweedse Hector Rail 2 locomotieven van het type 441. Vele locomotieven worden verhuurd aan diverse vervoerders door MRCE wat samengegaan is met Dispolok.

### ES 64 U2

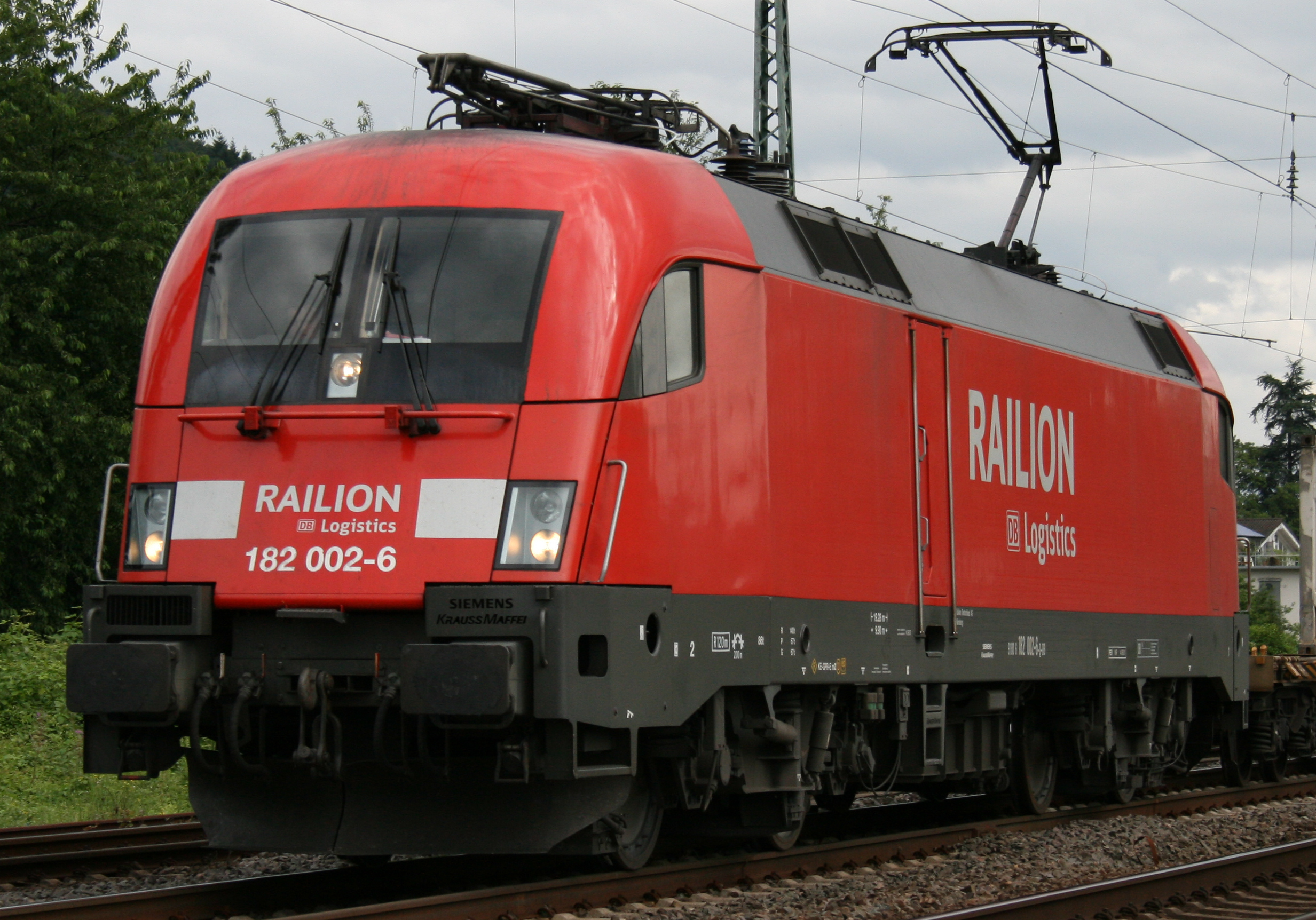
ES64U2 (DB AG serie 182)

De ES64U2 is oorspronkelijk ontwikkeld voor de Oostenrijkse spoorwegen ÖBB als universele locomotief. Met een continu vermogen van 6 400 kW en een maximumsnelheid van 230 km/h kan de loc voor zowel goederen- als personentreinen dienstdoen. Bij de ÖBB worden de reihe 1016 (15 kV-versie) en reihe 1116 (15 kV en 25kV-versie) aangeduid met de bijnaam Taurus.
Later zijn andere spoorwegmaatschappijen ook nog locomotieven van dit type geleverd. Bij de DB AG (25 stuks) worden zij aangeduid als baureihe 182, bij de MÁV als serie 1047.

### ES 64 U4
Uit verder ontwikkeling van zowel de ES64F4 als de ES64U2 is de ES64U4 ontstaan. Het is een universele locomotief geschikt voor drie of vier stroomsystemen. Er zijn 50 stuks aan de ÖBB geleverd als reihe 1216, ook bekend als Taurus III. Meerdere andere spoorwegmaatschappijen hebben ook van deze machines in dienst.
Op 2 september 2006 werd door de ÖBB 1216 050 (een ES64U4) met 357,0 km/u het wereldsnelheidsrecord voor locomotieven gebroken. Dit vond plaats op de hogesnelheidslijn Nürnberg - Ingolstadt.

## Vergelijkingstabel
|                         | ES64P         | ES64U2                        | ES64U4                  | ES64F         | ES64F4                                       | DSB EG            |
| ----------------------- | ------------- | ----------------------------- | ----------------------- | ------------- | -------------------------------------------- | ----------------- |
| Eerste indienststelling | 1992          | 2000                          | 2005                    | 1996          | 2003                                         | 1999              |
| Asindeling              | Bo’Bo’        | Bo’Bo’                        | Bo’Bo’                  | Bo’Bo’        | Bo’Bo’                                       | Co’Co’            |
| Stroomsysteem (kV/Hz)   | 15 / 16,7     | 15 / 16,7 25 / 50             | 15 / 16,7 25 / 50 = 3,0 | 15 / 16,7     | 15 / 16,7 25 / 50 = 3,0 = 1,5                | 15 / 16,7 25 / 50 |
| Continuvermogen (kW)    | 6.400         | 6.400                         | 6.000 (25/15 kV)        | 6.400         | 6.400 (25/15 kV) 6.000 (3 kV) 4.200 (1,5 kV) | 6.500             |
| Booster (5 min) (kW)    |               | 7.000                         | 6.400                   |               |                                              |                   |
| Aanzetkracht (kN)       | 300           | 300                           | 300                     | 300           | 300                                          | 400               |
| Maximumsnelheid (km/h)  | 230           | 230                           | 230                     | 140           | 140                                          | 140               |
| Massa (t)               | 86            | 88                            | 87                      | 86            | 86                                           | 132               |
| Aslast (t)              | 21,5          | 22                            | 21,75                   | 21,7          | 21,75                                        | 22                |
| Omgrenzingsprofiel      |               | EBV O1                        | G1                      |               | G1                                           | G2                |
| DB AG-Serie             | (127) (0 St.) | 182 (25 St.)                  | –                       | 152 (170 St.) | 189 (90 St.)                                 | –                 |
| ÖBB-Serie               | –             | 1016 (050 St.) 1116 (282 St.) | 1216 (50 St.)           | –             | 1890 (? St.)                                 | –                 |
| ITL-Serie               | –             | –                             | –                       | 152 (2 St.)   | 189 (2 St.)                                  | –                 |
| SBB-Serie               | –             | –                             | –                       | –             | Re 474 (12 St.)                              | –                 |
| MÁV-Serie               | –             | 1047 (10 St.)                 | –                       | –             | –                                            | –                 |
| GySEV-Serie             | –             | 1047 (05 St.)                 | –                       | –             | –                                            | –                 |
| SŽ-Serie                | –             | –                             | 541 (32 St.)            | –             | –                                            | –                 |
| MRCE Dispolok           | (1 St.)       | (60 St.)                      | –                       | -             | (ca. 105 St.)                                | –                 |
| Totaal aantal           | 1             | ca. 432                       | ca. 93                  | 172           | ca. 230                                      | 13                |
| Bronnen                 |               | [ 1 ]                         | [ 1 ]                   |               |                                              |                   |

## Opvolgers
In 2007 zijn lokomotieffamilie Eurosprinter (elektrisch) en Eurorunner (diesel) vervangen door het ES 2007-platform. Deze is op zijn beurt weer vervangen door het Vectron-platform.
Belangrijkste veranderingen zijn de nieuwe kopvorm, waarmee voldaan wordt aan de strengere Europese botsnormen en het gebruik van modernere (elektro)techniek. Tevens wordt gebruikgemaakt van eenzelfde lokkast voor zowel de elektrische als de dieselversie ongeacht of de machine gebruikt gaat worden voor personen over goederenvervoer. Dit modulaire concept wordt al langere tijd door de voornaamste concurrenten toegepast, namelijk Bombardier met de TRAXX en Alstom met de Prima en de Prima II.